# Pilar Pallarés
Pour les articles homonymes, voir Pallarès et García.
Pilar Pallarés García, née à Culleredo, dans la province de La Corogne, en Galice, le 29 avril 1957, est une poétesse et universitaire espagnole.

## Biographie
Dans sa jeunesse, elle est étudiante en philologie à l'université de Saint-Jacques-de-Compostelle. Elle participe à plusieurs revues, telles que Grial, Coordenadas, Dorna ou Nordés. 
Après la publication de son premier livre, Entre lusco e fusco (1980), édité sous la Transition démocratique, elle devient l'une des voix de la poésie galicienne.  
Elle est actuellement professeure de littérature galicienne à l'Institut Ramón Menéndez Pidal de La Corogne.

## Distinctions notables
- 1983 : Prix Esquío de poésie[4]
- 2019 : Prix national de poésie[5].